# Chrysocraspeda euryodia
Chrysocraspeda euryodia là một loài bướm đêm trong họ Geometridae.